# Teffi

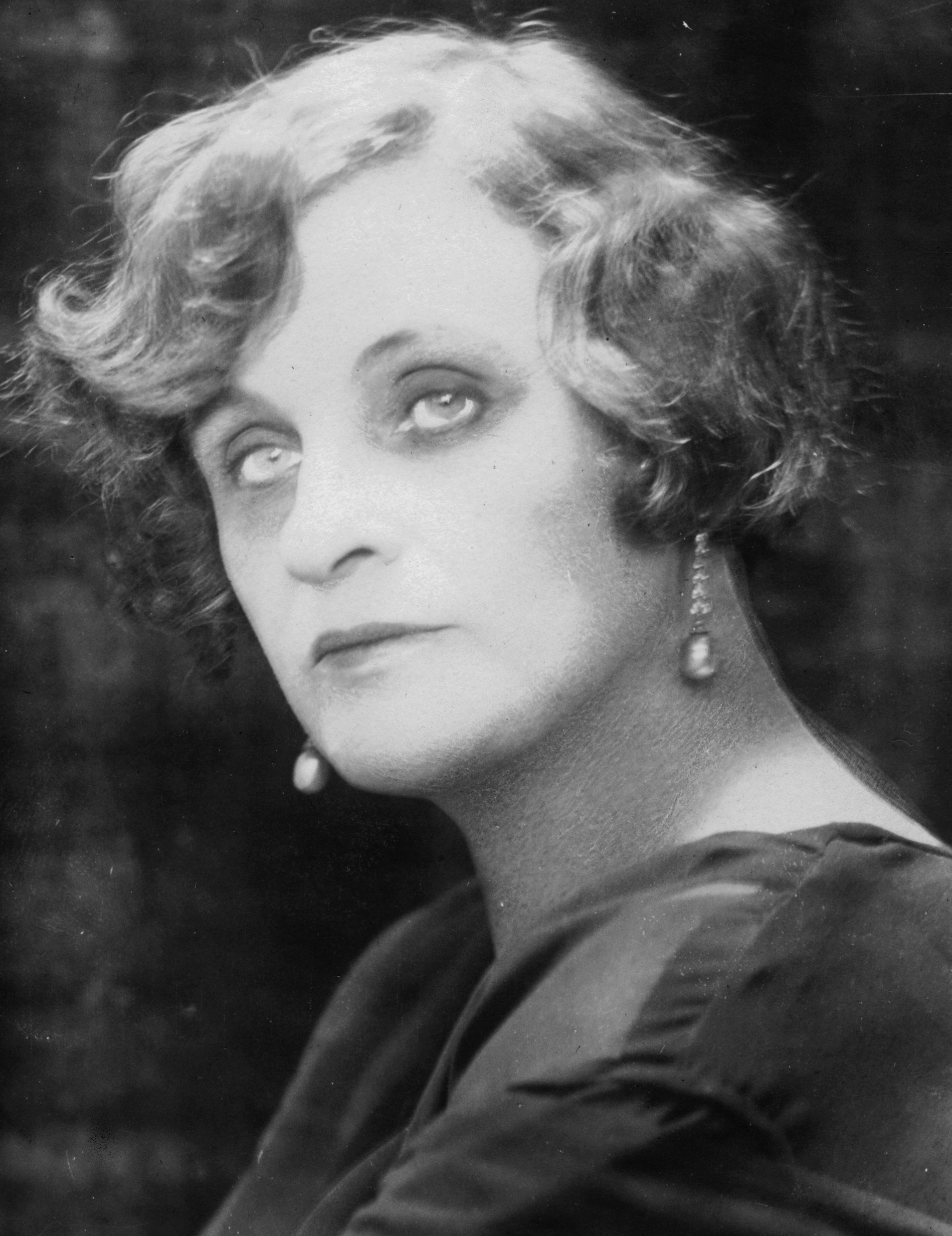
Nadejda Lokhvitskaya

Nadejda Aleksandrovna Lokhvitskaya (em russo:  Наде́жда Алекса́ндровна Лохви́цкая) (21 de maio de 1872, São Petersburgo - 6 de outubro de 1952, Paris), mais conhecida por seu pseudónimo Téffi, foi uma escritora romancista e poeta russa.
Deixou o país após a Revolução Russa de 1917. Obteve destaque por seus contos. O faquir  é considerado o seu melhor trabalho.